# خيسوس ألفارو
خيسوس ألفارو (بالإسبانية: Jesús Alfaro Ligero)‏ (24 يونيو 1991 في إسبانيا - ) هو لاعب كرة قدم إسباني في مركز جناح ‏. لعب مع ريال سرقسطة وريال مورسيا.

## وصلات خارجية
- خيسوس ألفارو على موقع قاعدة بيانات كرة القدم.إي يو (الإنجليزية)
- خيسوس ألفارو على موقع Soccerway.com (الإنجليزية)
- خيسوس ألفارو على موقع AS.com (الإسبانية)